# Aloe catengiana
Aloe catengiana är en grästrädsväxtart som beskrevs av Gilbert Westacott Reynolds. Aloe catengiana ingår i släktet Aloe och familjen grästrädsväxter. Inga underarter finns listade i Catalogue of Life.